# Slobodni džez
Slobodni džez (free jazz) javlja se krajem 50-tih godina XX veka i razbija tradicionalni oblik improvizacije. Pokret se temeljio na potpuno slobodnoj improvizaciji. Muzičari koji sviraju slobodni džez stilom odbacuju zadatu melodiju, harmoniju, oblik i ne koriste zadatu građu iz tonaliteta. Zvuk je često agresivan, glasan i disonantan.
Prve snimke snimaju grupe Inituition i Digression pod vodstvom Leni Tristana. Probijanje stila počinje sredinom pedesetih godina snimcima Orneta Kilemana („Something Else” i „Tomorrow is the question”) i prva dva albuma Sesila Tejlora („Jazz advance” i „Looking ahead”). Stil postiže najveću slavu kad Ornet Koleman dolazi u Njujork i izdaje albume „The shape of jazz to come” i „Change of century”.
Dva najznačajnija predstavnika su: Ornet Kileman i Džon Koltrejn. Drugi muzičari koji su delovali su: Sun Ra, Čarls Mingus, Džeki Maklin, Sesil Tejlor, Džimi Điufi Trio, Čiko Hamilton.
Od evropskih predstavnika ovog pravca treba izdvojiti saksofoniste: Petera Brecmana, Evana Parkera, trombonistu Konija Bauera, gitaristu Dereka Bajlija, pijanistu Freda Van Hovea i bubnjara Hana Beninka. Treba izdvojiti i one koji su svoje delovanje započeli iza željezne zavese poput: Tomaša Stanka, Zbignieva Sejferta, te Vjačeslava Ganelina.

## Karakteristike
Neki džez muzičari se odupiru bilo kakvom pokušaju klasifikacije. Jedna poteškoća je u tome što većina džeza ima element improvizacije. Mnogi muzičari koriste koncepte i idiome slobodnog džeza, i slobodni džez nikada nije bio posve različit od drugih žanrova. Međutim slobodni džez isto tako ima svoje sopstvene karakteristike. Faro Sanders i Džon Koltran su koristili oštro preduvavanje, kao i širi niz drugih tehnika za stvaranje nekonvencionalnih zvukova iz njihovih instrumenata. Poput drugih formi džeza on stavlja estetski premijum na izražavanje „glasa” ili „zvuka” muzičara, za razliku od klasične tradicije u kojoj je izvođač viđen kao osoba koja izražava misli kompozitora.
Raniji stilovi džeza su tipično bili izgrađeni na okviru oblika pjesama, kao što su dvanaestomerni bluz ili AABA popularna forma pesme na 32 nivoa sa promenama akorda. U slobodnom džezu, zavisnost od fiksne i unapred zadate forme je eliminisana, i uloga imporovizacije je shodno tome povećana.
Druge forme džeza koriste regularne metričke i pulsirajuće ritmove, obično u 4/4 ili (ređe) 3/4. Slobodni džez zadržava pulsaciju i ponekad svingove ali bez regularne metrike. Često akcelerando i ritardando daju utisak ritma koji se kreće poput talasa.
Ranije džez forme su koristile harmoničke strukture, obično cikluse dijatoničkih akorda. Kada je došlo do improvizacije, ona je zasnovana na notama u akordima. Slobodni džez po definiciji nema takve strukture, ali isto tako po definiciji (on je na kraju krajeva „džez” koliko je i „slobodan”) on zadržava znatan deo jezika ranijeg džez sviranja. Stoga se veoma često mogu čuti dijatoničke, izmenjeno dominantne i bluz fraze u ovoj muzici.
Gitarista Mark Ribo je komentarisao za Orneta Kolemana i Alberta Ajlera „mada su oni oslobodili pojedine strukture bibapa, svaki od njih je zapravo razvio nove strukture kompozicije”. Neke forme koriste komponovane melodije kao osnovu za grupne performance i improvizaciju. Praktičari slobodnog džeza ponekad koriste takav materijal. Koriste se i druge kompozicione strukture, neke od kojih su detaljne i kompleksne.‍:276
Neki kritičari smatraju da se slom oblika i ritmičke strukture podudara sa izlaganjem i upotrebom elemenata iz nezapadne muzike, posebno afričkih, arapskih i indijskih. Istoričari i džez izvođači često pripisuju atonalnost slobodnog džeza povratku na netonalnu muziku devetnaestog veka, uključujući uzvikivače u poljima, ulične krikove, i proslave (element slobodnog džeza koje je deo „povratka korenima”). To sugeriše da možda udaljavanje od tonaliteta nije bio svestan napor osmišljavanja formalnog atonalnog sistema, već radije odraz koncepata koji okružuju slobodni džez. Džez je postao „slobodan” putem uklanjanja zavisnosti od akrdne progresije, umesto čega su korištene politempne i poliritmičke strukture.
Odbijanje bop estetike je kombinovano sa fascinacijom za ranije stilove džeza, kao što je diksilend sa njegovom kolektivnom improvizacijom, kao i afričkom muzikom. Interest u etničku muziku je rezultirao u upotrebi instrumenata sa svih strana sveta, kao što je Ed Blekvelov zapadno afrički govoreći bubanj, i Lion Tomasova interpretacija pigmejskog jodlovanja. Ideje i inspiracije su nalažene u muzici Džona Kejdža, Muzici eletronica viva, i Fluksus pokretu.
Mnogi kritičari, posebno u vreme nastanka ove muzike, sumljali su da napuštanje poznatih elemenata džeza ukazuje na nedostatak tehnike dela muzičara. U današnje vreme su takva gledišta marginalna, i ova muzika je izgradila telo kritičkog pisanja.
Mnogi kritičari su povezali termin „slobodni džez” i američki društveni ambijent kasnih 1950-ih i 1960-ih, posebno nastajuće socijalne tenzije rasne integracije i pokreta za građanska prava. Mnogi tvrde da ovi noviji fenomeni, kao što je prekretna presuda slučaja Braun protiv Odbora za obrazovanje iz 1954, pojava „Fredom rajdera” 1961. godine, Leto slobode 1963. u vidu aktivističke podrške registracije crnih glasača, i slobodne alternativne crnačke Slobodne škole demonstriraju političke implikacije reči „slobodan” u kontekstu slobodnog džeza. Stoga mnogi smatraju da slobodni džez nije samo odbacivanje izvesnih muzičkih stanovišta i ideja, već muzičko odbacivanje ugnjetavanja i iskustvo afroamerikanaca.

## Literatura
- Robinson, J. Bradford (2002).  Kernfeld, Barry, ур. The New Grove Dictionary of Jazz. 1 (2nd изд.). New York: Grove's Dictionaries. стр. 848—849. ISBN 978-1-56159-284-5.
- Southern, Ellen (1997). The Music of Black Americans (3rd изд.). New York: Norton. стр. 494—497. ISBN 978-0-393-97141-5.
- Litweiler, John (1984). The Freedom Principle: Jazz After 1958. Da Capo Press. стр. 158. ISBN 978-0-306-80377-2.
- Jost, Ekkehard (1974). Free Jazz. Studies in Jazz Research 4. Graz: Universal Edition. ISBN 978-3-7024-0013-2.
- Litweiler, John (1984). The Freedom Principle: Jazz After 1958. New York: Da Capo Press. ISBN 978-0-306-80377-2.
- Rivelli, Pauline; Levin, Robert, ур. (1979). Giants of Black Music. New York: Da Capo Press. Articles from Jazz & Pop Magazine. Reprint of the 1970 edition, New York: World Publishing Co.
- Sinclair, John; Levin, Robert (1971). Music & Politics. New York: World Publishing Co.
- Sklower, Jedediah (2006). Free Jazz, la catastrophe féconde. Une histoire du monde éclaté du jazz en France (1960—1982). Collection logiques sociales. Paris: Harmattan. ISBN 978-2-296-01440-4.
- Andre Asriel: Jazz - Aspekte und Analysen. Berlin 1985 (4. Aufl.)
- Philippe Carles, Jean-Louis Comolli: Free Jazz, Black Power. Wolke, Hofheim 1980 (1971, dt. Übers. 1974. Neuauflage 1980)
- Todd S. Jenkins: Free Jazz and Free Improvisation. An Encyclopedia. Westport (CT), London: Greenwood Press. 2004.  978-0-313-33313-2. (Bd. 1, A-J), 0-313-33314-9 (Bd. 2, K-Z)
- Ekkehard Jost: Europas Jazz:1960-80. Frankfurt am Main 1987
- Bert Noglik: Improvisierte Musik in der Folge des Free Jazz: Kontinuum - Beliebigkeit - Stilpluralismus. In: Darmstädter Jazzforum 1989, S. 14–22
- Such, David Glen (1993). Avant-Garde Jazz Musicians: Performing "Out There". Iowa City: University Of Iowa Press. ISBN 978-0-87745-432-8. (cloth).  978-0-87745-435-9. (pbk.).
- Szwed, John F. (2000). Jazz 101: A Complete Guide to Learning and Loving Jazz. New York: Hyperion. ISBN 978-0-7868-8496-4..
- Benward, Bruce; Saker, Marilyn Nadine (2003). Music: In Theory and Practice, Vol. I (7th изд.). McGraw-Hill. ISBN 978-0-07-294262-0.
- Covach, John (2005). „Form in Rock Music: A Primer”.  Ур.: Stein, Deborah. Engaging Music: Essays in Music Analysis. Oxford University Press. ISBN 0-19-517010-5.
- di Perna, Alan (1991). „Jazzin' the Blues with Charles Brown”. Musician, issues 147–152. Amordian Press.
- Gerow, Maurice; Tanner, Paul (1984). A Study of Jazz. William C. Brown. ISBN 978-0-07-294262-0. „Cited in Baker, Robert M. (2005)”
- Gridley, Mark C. (2000). Jazz Styles: Jazz Classics Compact Disc. Sony Music. ISBN 0-13-012693-4.
- Jackson, Fruteland (2002). Beginning Delta Blues Guitar. Alfred Publishing. ISBN 978-0-7390-3006-6.
- Kernfeld, Barry, ур. (2007). „Blues progression”. The New Grove Dictionary of Jazz. 2. Oxford University Press.
- Middelton, Richard (1990). Studying Popular Music. Open University Press. ISBN 0-335-15275-9.
- Spitzer, Peter (2001). Jazz Theory Handbook. Mel Bay. ISBN 978-0-7866-5328-7.
- Thomas, John (2002). Voice Leading for Guitar: Moving Through the Changes. Berklee Press. ISBN 0-634-01655-5.
- van der Merwe, Peter (1989). Origins of the Popular Style. Clarendon Press. ISBN 0-19-316121-4. „Cited in Middleton (1990)”